# Tridentopsis
Tridentopsis és un gènere zoològic de peix gat (ordre Siluriformes) de la família de les Trichomycteridae.

## Taxonomia
- Tridentopsis cahuali Azpelicueta, 1990
- Tridentopsis pearsoni Myers, 1925
- Tridentopsis tocantinsi La Monte, 1939